# Marineeinsatzrettungszentrum

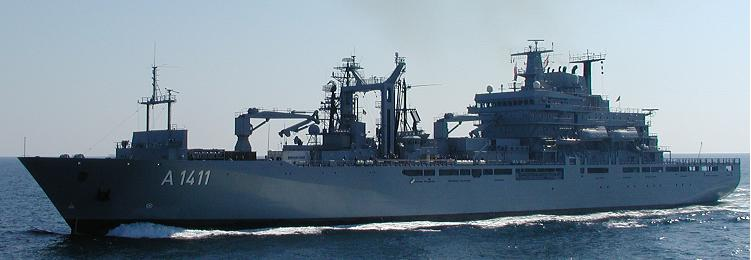
Der EGV Berlin, die Container unter dem Kran direkt vor der Brücke gehören zum MERZ

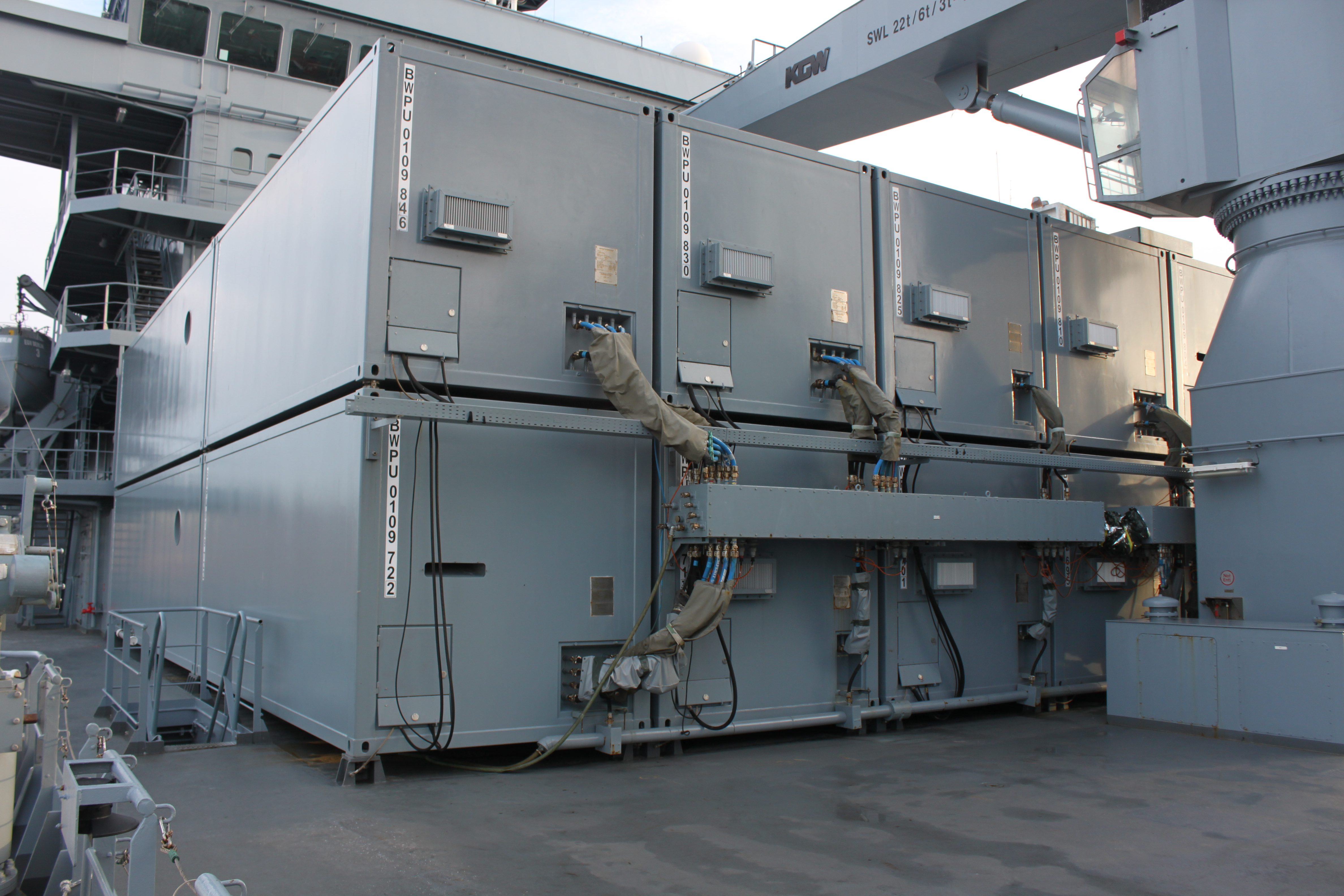
MERZ-Container

Das Marineeinsatzrettungszentrum (MERZ) oder Rettungszentrum See (RZ See) ist ein containergestütztes Rettungszentrum der Deutschen Marine, das auf einem Einsatzgruppenversorger (EGV) installiert werden kann und dort die erste notfallmäßige, auch notfallchirurgische, Behandlung im Einsatz sicherstellt (Role2E).

## Beschreibung
Ein MERZ besteht aus 26 speziellen 20- und 30-Fuß-ISO-Containern, die zweistöckig auf dem Oberdeck installiert und an das Bordversorgungsnetz angeschlossen werden. Darin befinden sich Untersuchungszimmer, Operationsräume, Diagnose- und Therapieeinrichtungen sowie Labore. Unter dem Containeraufbau befindet sich eine Bettenstation (24 Betten, inkl. vier Intensivbetten und zehn Notbetten), die fester Teil des EGV ist. Weiter Richtung Heck gelegen und vom MERZ getrennt befindet sich das ebenfalls fest zum Schiff gehörige Schiffslazarett (neun Betten), das separat, im Verbund mit dem MERZ oder als Isolierstation betrieben werden kann. Insgesamt können so 43 Patienten aufgenommen werden, bis zu 100 weitere Leichtverletzte können im Hangar untergebracht werden.
Das MERZ gehört auf dem Schiff zum Hauptabschnitt 800 (Bordsanitätsdienst) und wird durch Personal des Marinesanitätsdienstes geleitet, allerdings wird der überwiegende Teil des bis zu 58 Soldaten starken MERZ-Personals (Ärzte, Fachärzte, Sanitätssoldaten), vom Zentralen Sanitätsdienst gestellt. Der Einsatz des MERZ ist somit ein Beispiel für eine teilstreitkräfteübergreifende (joint) Operation.
Von 2002 bis 2009 wurde das MERZ achtmal aktiviert. Nach dem Seebeben im Indischen Ozean 2004 wurde der EGV Berlin im Rahmen der Operation „Humanitäre Hilfe Südostasien“ (HumHiSOA) in das Katastrophengebiet verlegt. Dort konnten Marine und Zentraler Sanitätsdienst die Funktion des MERZ auch in Kooperation mit Einrichtungen an Land (hier einem Rettungszentrum leicht) demonstrieren: Insgesamt wurden an Land und auf See 2311 Behandlungen durchgeführt, 854 Patienten stationär aufgenommen und 196 Operationen durchgeführt. Die letzte Aktivierung des MERZ auf Einsatzgruppenversorger Berlin fand von April bis Juni 2009 im Rahmen des Anti-Piraten Einsatzes ATALANTA vor der Küste Somalias statt.
Die Marine verfügte ursprünglich über zwei MERZ. Bei einem Brand in einer Lagerhalle in Bremen wurden am 22. Februar 2015 die Container des MERZ der Frankfurt am Main zerstört, die getrennt gelagerte Ausstattung blieb unbeschädigt. Seit 2022 ersetzt ein iMERZ das zerstörte MERZ.

## Schwächen der Containerbauweise
Die Zeitschrift Marine-Forum berichtete im Oktober 2022 von Schwächen des MERZ-Systems, die aus der modularen Containerbauweise resultieren. So müssen die Container zur Überprüfung in regelmäßigen Abständen im Hafen auf- und abgebaut werden, was zum beschleunigten Verschleiß von Verbindungs- und Dichtungselementen führt. Sowohl die Container selbst als auch die außen angebrachten Versorgungsleitungen sind direkt den schwierigen Bedingungen und Witterungsverhältnissen auf See ausgesetzt. Zwischen den Containern und den übrigen Decksaufbauten als auch zwischen den Geschossen innerhalb des MERZ bestehen keine direkten Durchgänge, die Verbindung erfolgt außen über das Deck. Dadurch wird der Material- und Patiententransport erschwert und der ABC-Schutz ist unzureichend.

## iMERZ

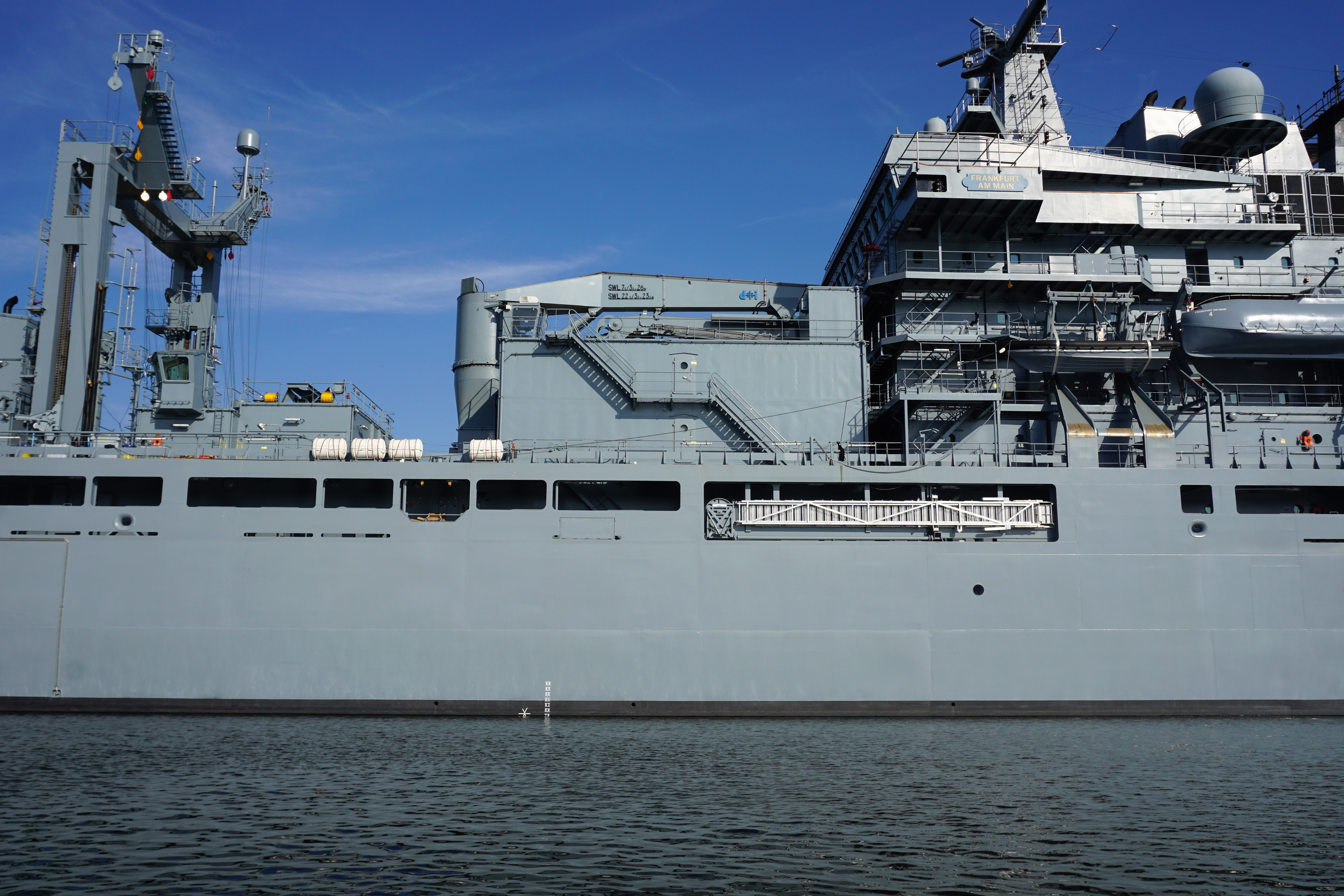
Das neue iMERZ auf der Frankfurt am Main

Als Ersatz für die zerstörten MERZ-Container erhielt das Schiff Frankfurt am Main am 23. Mai 2022 einen neuen, festen Decksaufbau für ein integriertes MERZ (iMERZ). Es verfügt über eine Krankenstation, zwei OP-Säle, einen Röntgenraum, eine zahntechnische Abteilung und diverse Labore.
Nachdem sich laut Bund „[a]ufgrund der bisherigen Einsatzerfahrungen […] die Containerbauweise nicht bewährt“ habe, soll auch der EGV Berlin ein zur Frankfurt am Main baugleiches iMERZ erhalten. Die Vorlage für den Auftrag im Wert von 42 Mio. Euro wurde im März 2023 durch den Haushaltsausschuss des Bundestags bewilligt. Das System wurde 2024 von German Naval Yards Holdings in Kiel aufgebaut.